# Expositio super librum de causis
Expositio super librum de causis (Kommentar zum Buch von den Ursachen) ist eine Schrift des scholastischen Gelehrten Thomas von Aquin in mittellateinischer Sprache. Der Titel des 1272 verfassten Werkes bezieht sich auf das Buch der Ursachen, eine Auseinandersetzung arabischer Philosophen mit aristotelischem und neuplatonischem Gedankengut, die im 11. Jahrhundert von Gerhard von Cremona im Rahmen der Übersetzerschule von Toledo in die lateinische Sprache übertragen wurde. Das Buch erfreute sich, als Thomas von Aquin seine schriftstellerische Laufbahn antrat, eines bedeutenden Ansehens (seit 1255 war es Bestandteil des Curriculums der Artistenfakultät der Pariser Universität) , und Thomas von Aquin nimmt bereits in seinem Frühwerk – etwa De ente et essentia – und auch in seinen Hauptwerken – etwa Summa Theologica – Bezug darauf.